# Dietrich V. von Broich
Dietrich V. von Broich (* vor 1340; † 1372) war Ritter und 1364–1371 bergischer Amtmann zu Angermund.

## Leben
Am 6. November 1348 schlossen Dietrich III. von Limburg nebst Sohn Cracht und Enkel Dietrich IV., Johann von Limburg-Styrum nebst Sohn Dietrich III. und er und sein Vater Burkhard V. mit Gerhard von Berg ein ewiges Bündnis gegen alle augenblicklichen und zukünftigen Feinde.
Dietrich übertrug am 22. Januar 1368 das Öffnungsrecht über seine Burg Broich dem Herzog Eduard von Geldern. Am 15. Januar 1369 gelobten Dietrich mit seiner Gemahlin Catharina von Steinfurt dem Grafen Wilhelm von Berg Beistand mit seinem Schloss Broich gegen jeden, ausgenommen dem Herzog von Geldern. Zugleich stellen sie dem Grafen das Öffnungsrecht in Aussicht, sobald der Herzog darauf verzichten würde.
Nach dem Tod Dietrichs kam es zu langwierigen Erbstreitigkeiten zwischen den Schwägern Dietrich IV. von Limburg und Friedrich II. von Wevelinghoven. Erst nach Jahren konnte er beigelegt werden. Herzog Wilhelm erteilte im Jahr 1382 den Schiedsspruch: Die linksrheinischen Besitzungen fielen an den Herrn von Wevelinghoven und die rechtsrheinischen an den Herrn von Limburg.

## Abstammung
Dietrich war ein Sohn von Burkhard V. von Broich († 1367) und dessen Gemahlin Lukardis.

## Ehe und Nachkommen
Dietrich heiratete um 1357 Catharina (* vor 1334; † nach 1384), Tochter von Ludolf VII. von Steinfurt und Peronetta von Bilstein. Sie hatten folgende Nachkommen:
- Lukardis (* vor 1355; † 1412), als Witwe Äbtissin von Rellinghausen

⚭ 3. Juli 1371 Dietrich IV. von Limburg (* um 1330; † 8. Juli 1400)
- Irmgard (* vor 1362; † 3. Juli 14??)

⚭ vor 1372 Friedrich II. von Wevelinghoven (* vor 1363; † 1428)
- Lysa (vor 1372; † nach 1412), Küsterin zu Essen